# Arvid Horn
Hrabě Arvid Bernhard Horn af Ekebyholm (6. dubna 1664 Salo - 18. dubna 1742 Rimbo) byl švédský generál, diplomat a politik, člen šlechtické rodiny Hornů. Působil jako kancléř královské rady (1710–1719 a 1720–1738) a byl jednou z vedoucích osobností švédského období tzv. svobody.

## Životopis

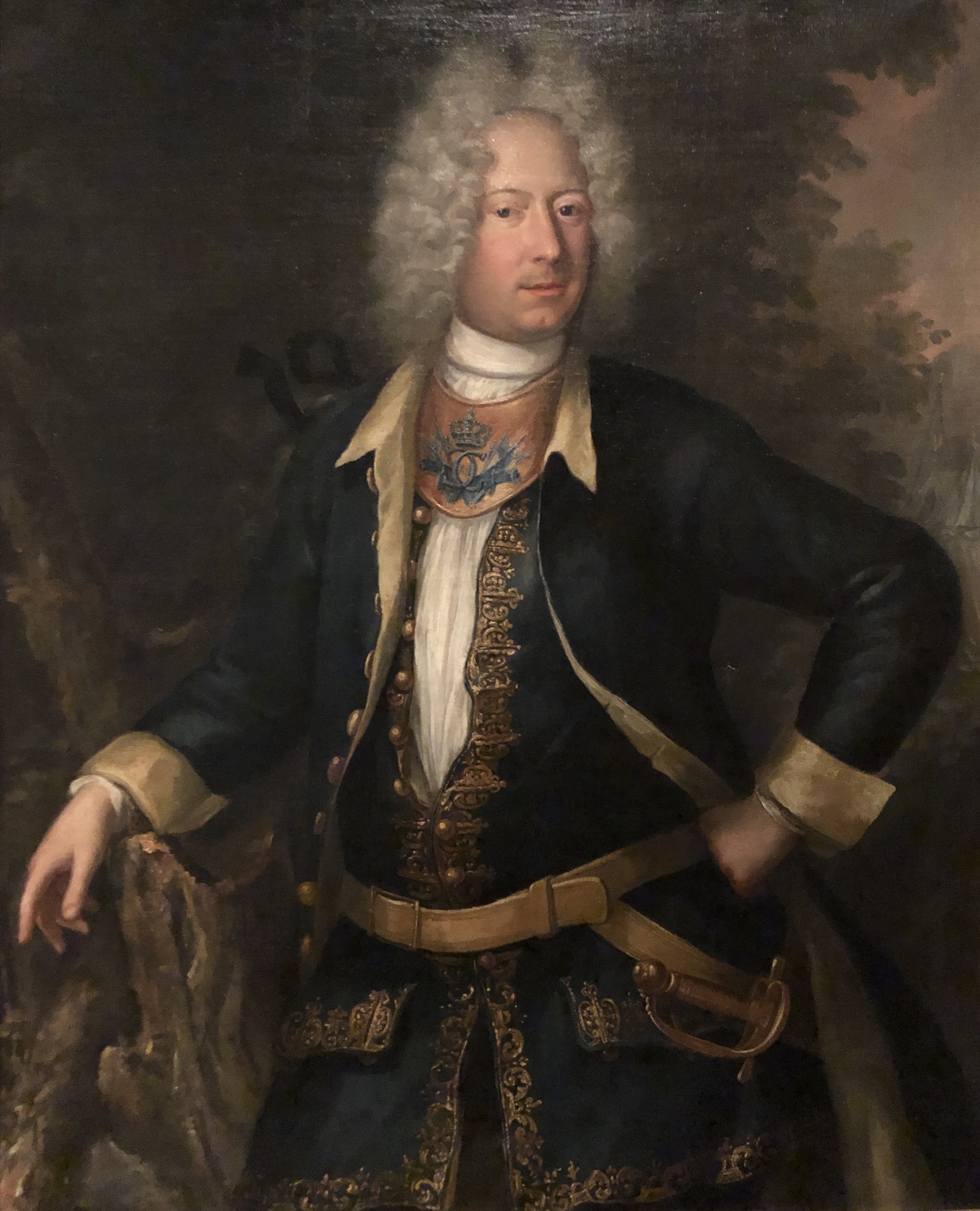
Arvid Horn v roce 1706

Arvid Bernhard Horn af Ekebyholm se narodil ve Finsku, které bylo tehdy součástí Švédska. Jeho rodiče byli plukovník Gustaf Horn af Kanckas a Anna Helena von Gertten. Po ukončení studií na univerzitě v Turku vstoupil do švédské královské armády a stal se mušketýrem. V roce 1685 byl jmenován poručíkem. Několik následujících let sloužil v Nizozemsku, Uhrách u knížete Evžena Savojského a ve Flandrech u prince Jiřího Friedricha von Waldeck. V roce 1700 byl švédským králem Karel XII. jmenován generálmajorem a získal titul barona. Na začátku severní války se zúčastnil válečných tažení spolu se švédským králem. Účastnil se bitvy u Narvy v roce 1700 a poté v roce 1702 byl součástí švédského vojska v bitvě u Kliszowa, kde byl zraněn. V roce 1704 jej švédský král Karel XII. pověřil diplomatickým jednáním v Polsku, kde vnutil polské šlechtě sesazení polského krále Augusta II. Silného a zvolení nového krále Stanislava I. Leszczyńského. Následně jej sesazený polský král obklíčil ve Varšavě a byl nucen se vzdát, díky výměně vězňů byl propuštěn. V roce 1705 se stal členem královské rady, následně se stal kancléřem univerzity v estonském Pärnu a guvernérem. Po zdrcující porážce bitvě u Poltavy v roce 1709 prosazoval Horn samostatnou politiku, která oslabila jeho vztahy s králem, ten byl držen v tureckém zajetí. Od roku 1710 vedl královskou radu a byl předsedou válečné rady. Arvid Horn byl v letech 1710 a 1713 pro svolání stavů, nakonec je rozpustil. Po smrti Karla XII. v roce 1718 přesvědčil švédskou princeznu Ulriku Eleonoru, která měla být budoucí švédskou královnou, aby se zřekla svých neomezených pravomocí vlády (absolutní monarchie). Později protestoval proti způsobu vládnutí švédské královny a odstoupil ze švédské královské rady. V roce 1720 byl zvolen za stranu tzv. čapek (Mössorna) maršálkem (švédský: lantmarskalk) stavovského Riksdagu. Zasloužil se o rezignaci královny a zvolení nového švédského krále Fredericka I. Byl zastáncem opatrné politiky, byl si vědom, že Švédsko potřebuje mír. Arvid Horn byl odpůrcem jakékoliv války. V roce 1727 se Švédsko připojilo s jeho k Hannoverské alianci, která byla obrannou alianci Velké Británie, Francie a Pruska. V roce 1734 byla vydána kniha zákonů, která revidovala zákony království z 15. století. V stejném roce došlo k válce o polské následnictví, Švédsko zůstala neutrální. Jeho vláda se stala terčem kritiky. Strany usilují o válku a zpětné získání švédských pozic v Evropě, vedli proti němu štvavou kampaň, která ho měla pošpinit a dostat ho z královské rady. V roce 1738 získala v Riskdagu převahu Strana válečníků - Hattarna, která jej odvolala. Zbytek života strávil Arvid Horn na svém panství v Ekebyholms slott.

## Rodina
- manželka Anna Beata Ehrensten
  - 1) Carl (1699-1699)
  - 2) Carl Fredrik (1700-1707)

- manželka Inge Törnflycht
  - 3 děti

- manželka Margareta Gyllenstierna af Fågelvik
  - Nils Gustaf (1712-1714)
  - Ulrika Anna (1713-1714)
  - Eva ( 1716-1790)
  - Adam (1717-1778)
  - Fredrika Eleonora (1721-1750)[2][4]